# Damian Tanda Yaichi
Damian Tanda Yaichi (ur. 1582 w Ōmuri; zm. 10 września 1622 na wzgórzu Nishizaka w Nagasaki) – błogosławiony Kościoła katolickiego, męczennik, ofiara prześladowań antykatolickich w Japonii.

## Życiorys
Damian Tanda Yaichi należał do Bractwa Różańcowego.
W Japonii w okresie Edo doszło do prześladowań chrześcijan. Pomimo grożącego niebezpieczeństwa Damian Tanda Yaichi udzielał schronienia w swoim domu katolickim duchownym. Za pomoc misjonarzom został uwięziony, a następnie ścięty 10 września 1622 na wzgórzu Nishizaka w Nagasaki. Tego samego dnia ścięto jego 5-letniego syna Michała. Razem z nim stracono również jego sąsiadów Dominika Nakano i Bartłomieja Kawano Shichiemon, którzy nie donieśli władzom, że ukrywa misjonarzy.
Został beatyfikowany razem z synem w grupie 205 męczenników japońskich przez Piusa IX w dniu 7 lipca 1867 (dokument datowany jest 7 maja 1867)
Dniem jego wspomnienia jest 10 września (w grupie 205 męczenników japońskich).